# Malgrat de Mar
Malgrat de Mar är en stad och kommun i Katalonien i Spanien. Den ligger längsmed Costa Brava mellan Santa Susanna och Blanes. En väg går från staden till väg N-II, medan väg B-682 förbinder den med Blanes, Lloret de Mar och Tossa de Mar. Malgrat de Mar har en RENFE-järnvägsstation på sträckan mellan Barcelona och Maçanet-Massanes.

### Fotnoter
1. ↑  Malgrat de Mar hos Geonames.org (cc-by); post uppdaterad 2013-11-10; databasdump nerladdad 2016-04-24
2. ↑  ”Coach holidays to Malgrat de Mar” (på engelska). Shearings. Arkiverad från originalet den 27 maj 2013. https://web.archive.org/web/20130527211606/http://www.shearings.com/our-holidays/coach-holidays/europe/spain/malgrat-de-mar. Läst 27 oktober 2006.